# Moritz Böker
Moritz Böker (* 15. September 1853 in Remscheid; † 7. Januar 1933 ebenda) war ein deutscher Ingenieur und gehörte dem Vorstand der Bergischen Stahlindustrie AG an. Er ist Ehrenbürger der Stadt Remscheid.

## Leben
Moritz Böker war der jüngere Bruder des Kaufmanns Robert Böker. Nachdem er 13 Jahre alt geworden war, besuchte er ein Gymnasium und die Gewerbeschule in Köln. Erste praktische Erfahrungen gewann er im Siegerland, ein anschließend in Berlin aufgenommenes Studium schloss er als Ingenieur ab. Bei einer Reise durch England gewann er einen Eindruck von der dortigen Stahl- und Eisenindustrie. Ab etwa 1879 war er bei dem seinerzeit größten Remscheider Stahlhersteller Bergische Stahlindustrie (BSI) tätig, 1885 war er bereits Direktor und gehörte dann auch dem Vorstand der späteren Aktiengesellschaft an. Er ließ ein werkseigenes Labor einrichten und fokussierte die Entwicklung des Unternehmens mehr auf die Produktion von auch in der aufkommenden Automobilindustrie vermehrt benötigten Qualitätsstählen (Edelstahl) denn auf große Mengen einfacherer Stahlsorten (Flussstahl). Er regte die Einteilung von Stahl nach Härtegraden an, Nickel- und Chromnickelstahl wurden bei der BSI entwickelt. Zur Ausbildung seiner Mitarbeiter setzte er sich für die 1882 gegründete städtische und ab 1895 Königliche Fachschule für die Stahl- und Eisenindustrie ein.
Auch zu ihrer eigenen finanziellen Absicherung und auf Anregung von Bürgermeister und Sparkasse verpflichtete er seine Mitarbeiter ab etwa 1900 zum Zwangssparen. Ab ihrem Eintritt in das Unternehmen als Lehrling im Alter von 14 Jahren wurde ihnen ein Teil des Lohnes abgezogen und auf einem Zinsen bringenden Sparkonto in ihrem Namen für sie angelegt. Darüber konnten sie erst mit 25 Jahren oder bei ihrer Hochzeit verfügen, wahlweise konnten sie natürlich auch weiter sparen. Für die Betroffenen war das eine kleine Vorsorge, populär war das Zwangssparen jedoch nicht. 
In der Erkenntnis, das ein Unternehmen mit zufriedenen Arbeitnehmern leichter erfolgreich werden kann, bemühte er sich in einem Verein für Gemeinwohl um ein gutes Verhältnis zwischen Arbeitgebern und Arbeitnehmern. Für die vielen neuen, auch zugezogenen Arbeiter ließ er Wohnraum schaffen. 1887 entstand auf seine Anregung ein gemeinnütziger Bauverein, dessen Vorsitz er übernahm. Der Verein erwarb Grundstücke, 1896 auf Honsberg und 1897 am Loborn. Bis 1905 waren dort 111, bis 1919 183 Häuser gebaut worden, die auch als Bökers Häuser bekannt wurden.
Einem 1920 gegründeten Siedlungsverein stellte er Baumaterial und an der heutigen Bökerhöhe von der Stadt erworbene und bewaldete Grundstücke zur Verfügung. Diese Grundstücke wurden von den Siedlern gerodet und ab 1922 weitgehend in Eigenleistung und in organisierten Gruppen mit Häusern nach den Plänen des Stadtbaurates Ludwig Lemmer bebaut. Bis 1923 konnten 30, bis 1929 129 Häuser bezogen werden. Ausbedungen hatte Moritz Böker sich allerdings, dass 75 % der Wohnungen von seinen Mitarbeitern bewohnt werden sollten. Um Grundstückspekulationen vorzubeugen, hatte die Stadt Wiederverkaufsklauseln eintragen lassen.
Mit anderen Arbeitgebern gründete er einen Fabrikantenverein. Zusammen mit zwei anderen Gründungsmitgliedern wurde ein repräsentatives, ursprünglich im Besitz von Georg Halbach befindliches Gebäude an der Elberfelderstraße als Vereinshaus des Fabrikanten-Vereins erworben, in dem von 1891 bis 1914 eine Ausstellung der Produkte Remscheider Unternehmen eingerichtet wurde.
Moritz Böker suchte auch ausländische Absatzmärkte zu erschließen, so war er 1891, 1895 und 1903 in den Vereinigten Staaten von Amerika. Die Reise im Mai und Juni 1903 unternahm er zusammen mit dem Minister Freiherr von Rheinbaben, den er auf dessen Wunsch auf seiner Privatreise begleitete. Die gewonnenen Erkenntnisse trug er am 10. August 1903 auf einer gemeinschaftlichen Versammlung der Vorstände des Vereins der deutschen Eisenhüttenleute, der nordwestlichen Gruppe des Vereins der deutschen Eisen- und Stahlindustriellen und des Vereins zur Wahrung der gemeinsamen wirtschaftlichen Interessen in Rheinland und Westfalen vor. Besonders erwähnenswert fand er die amerikanischen Organisation von Trusts und die damit verbundenen Finanzierung von Industrieunternehmen, das starke Gewerkschaftswesen der Trade Unions und das mit der Eisenbahn gut entwickelte Transportwesen.
Moritz Böker gehörte von 1909 bis 1924 als angesehenes Mitglied der Stadtverordnetenversammlung der Stadt Remscheid an. Bereits 1887 wurde er Mitglied der Industrie- und Handelskammer Remscheid, in den schwierigen Jahren von 1919 bis 1923 war er ihr Präsident. Dem Aufsichtsrat der Deutschen Bank gehörte er bis 1926 als Mitglied an. Zahlreiche private Stiftungen gehen auf ihn zurück. In den Jahren von 1930 bis 1933 war er Mitglied der Kaiser-Wilhelm-Gesellschaft zur Förderung der Wissenschaften.

## Ehrungen
Moritz Böker wurde der Ehrentitel eines Geheimen Kommerzienrates verliehen, ebenso trug er der Titel eines Dr. Ing. e. h. (ehrenhalber), der ihm in seiner Zeit als Generaldirektor der BSI 1922 von der Fakultät für Bergbau der RWTH Aachen verliehen worden war. Am 15. September 1925 wurde er von der Stadt als Ehrenbürger ausgezeichnet.

## Veröffentlichungen
- Wirtschaftliche und industrielle Verhältnisse in den Vereinigten Staaten von Amerika, in: „Stahl und Eisen“, 1903, Nr. 16, S. 913–917.